# Schlaubetal
Schlaubetal é um município da Alemanha, situado no distrito de Oder-Spree, no estado de Brandemburgo. Tem 52,34 km² de área, e sua população em 2019 foi estimada em 1.814 habitantes.